# Rusibisir
Rusibisir (łac. Diocesis Rusubisiritanus) – stolica historycznej diecezji w Cesarstwie rzymskim w prowincji Mauretania Cezarensis, zlikwidowana w VII w. podczas ekspansji islamskiej, współcześnie w północnej Algierii. Obecnie katolickie biskupstwo tytularne.  

## Biskupi tytularni
| Lp. | Biskup                     | Funkcja                                     | Od              | Do                |
| --- | -------------------------- | ------------------------------------------- | --------------- | ----------------- |
| 1   | Léon Théobald Delaere      | emerytowany biskup Molegbe (Zair)           | 3 sierpnia 1967 | 14 września 1976  |
| 2   | Theodore McCarrick         | biskup pomocniczy Nowego Jorku (USA)        | 24 maja 1977    | 19 listopada 1981 |
| 3   | Ivan Dias                  | nuncjusz apostolski                         | 8 maja 1982     | 8 listopada 1996  |
| 4   | Daniel Caro Borda          | biskup pomocniczy Bogoty (Kolumbia)         | 21 lipca 2000   | 6 sierpnia 2003   |
| 5   | Martin Holley              | biskup pomocniczy Waszyngtonu (USA)         | 18 maja 2004    | 23 sierpnia 2016  |
| 6   | Mark Brennan               | biskup pomocniczy Baltimore (USA)           | 5 grudnia 2016  | 23 lipca 2019     |
| 7   | Juan Alberto Ayala Ramírez | biskup pomocniczy San Cristóbal (Wenezuela) | 18 czerwca 2020 |                   |